# Platycerium madagascariense
Platycerium madagascariense Baker, 1876 è una felce epifita della famiglia Polypodiaceae, endemica del Madagascar.

## Descrizione

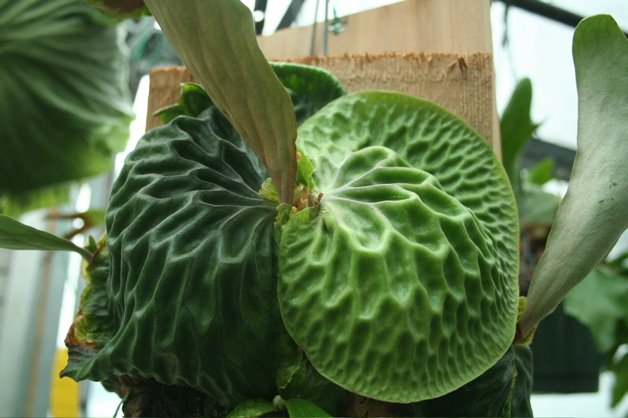

Gli sporofiti di Platycerium madagascariense hanno due tipi di fronde: fronde basali e fronde fertili.
 
Le fronde basali sono sterili, di forma tondeggiante, con una caratteristica struttura a nido d'ape e formano una lamina spugnosa a più strati, che aderisce al tronco degli alberi, proteggendo le radici. Dalla base delle fronde sterili si dipartono le fronde fertili, erette o ricadenti, dalla particolare forma lobata che ricorda le corna dell'alce. Nella pagina inferiore delle fronde fertili si possono trovare le spore.

## Distribuzione e habitat
La specie cresce nelle foreste pluviali del Madagascar orientale.

## Ecologia
È una felce epifita altamente specializzata che vegeta esclusivamente su Albizia gummifera (sin.:Albizia fastigiata), un albero della famiglia delle Fabaceae.
 
È una pianta mirmecofila che ospita colonie di formiche negli interstizi delle fronde sterili. 
In natura vive spesso in simbiosi con l'orchidea Cymbidiella pardalina, che insinua le sue radici nella sostanza organica prodotta dalle formiche.